# Dommartin (Nièvre)
Dommartin település Franciaországban, Nièvre megyében. Lakosainak száma 156 fő (2022. január 1.). Dommartin Blismes, Châtin, Dun-sur-Grandry, Saint-Hilaire-en-Morvan, Saint-Péreuse és Sermages községekkel határos.

## Népesség
A település népességének változása:
| Lakosok száma | 177  | 172  | 176  | 170  | 167  | 164  | 161  | 158  | 156  |
|               | 2013 | 2015 | 2016 | 2017 | 2018 | 2019 | 2020 | 2021 | 2022 |